# Kvinnorna
Kvinnorna (originaltitel: The Women) är en amerikansk film från 1939, i regi av George Cukor. Filmen bygger på Clare Boothe Luces teaterpjäs The Women från 1936. Filmen har endast kvinnliga skådespelare i alla roller, från huvudrollerna, till mindre roller och statister. Filmen är gjord i svartvitt, men innehåller en sekvens i technicolor, en modevisning som dock inte alltid visas när filmen sänds på TV.

## Handling
Filmen följer livet för ett antal kvinnor boende i Manhattan, New York. När Sylvia Fowler, kusin till Mary Haines får reda på att Marys man haft en affär med Crystal, ett parfymbiträde, sprider hon snabbt ut skvallret i Marys vänskapskrets. Skvallret avtar inte och Mary skiljer sig från sin man. Men snart visar det sig att inte heller Sylvia går säker från samma öde.

## Rollista
- Norma Shearer - Mary Haines
- Joan Crawford - Crystal Allen, parfymbiträde
- Rosalind Russell - Sylvia Fowler
- Mary Boland - grevinnan De Lave
- Paulette Goddard - Miriam Aarons
- Phyllis Povah - Edith Potter
- Joan Fontaine - John "Peggy" Day
- Virginia Weidler - Mary
- Lucile Watson - fru Morehead
- Marjorie Main - Lucy
- Ruth Hussey - fröken Watts, sekreterare
- Virginia Grey - Pat, parfymbiträde
- Hedda Hopper - Dolly DePuyster
- Florence Nash - Nancy Blake
- Cora Witherspoon - Mrs. Van Adams
- Mary Beth Hughes - Miss Trimmerback